# Трюфель белый
Трю́фель бе́лый (лат. Choiromyces venosus, также Choiromyces meandriformis) — вид грибов, включённый в род Choiromyces семейства Трюфелевые (Tuberaceae).

## Название
Видовой эпитет venosum, использованный Элиасом Фрисом, означает «жилковатый», что относится к внешнему виду глебы. Эпитет meandriformis, предложенный Карло Виттадини, — «меандроподобный», также относится к извилистой структуре.

## Описание
Плодовые тела — вторично замкнутые апотеции, полностью погружённые в почву или немного выступающие на поверхность, неправильной формы, описываемой как напоминающая клубни картофеля, до 2—8(12) см в наибольшем измерении, с гладкой поверхностью. Окраска сначала беловатая, затем становится желтовато-бурой, у старых грибов с красноватыми пятнами.
Глеба крепкая, беловатая, у взрослых грибов с заметными стерильными лабиринтовидно извилистыми прожилками. Запах сильный, у старых грибов неприятный. Вкус ореховый.
Споры 22—30 мкм в диаметре, шаровидной формы, покрытые шипиками и отростками до 6 мкм длиной, бледно-коричневого цвета. Аски 100—200×50—60 мкм, восьмиспоровые.

### Сходные виды
- Choiromyces magnusii (Mattir.) Paol., 1889 — южноевропейский вид, образует микоризу с ладанником, отличается более мелкими плодовыми телами и спорами, покрытыми округлыми бородавками.
- Terfezia arenaria (Moris) Trappe, 1971 и Terfezia leptoderma Tul. & C.Tul., 1841 — отличаются более правильной формой плодовых тел (шаровидной либо грушевидной) с более ровной поверхностью.
- Tuber magnatum Picco, 1788 — отличается иным запахом и вкусом, а также желтоватой окраской, никогда не выступают на поверхность.

## Экология, ареал
Произрастает под дубом и некоторыми хвойными (елью, псевдотсугой, тсугой, сосной).
Широко распространён в Европе, известен из следующих стран: Италия, Австрия, Бельгия, Болгария, Великобритания, Венгрия, Германия, Дания, Литва, Люксембург, Польша, Россия, Сербия, Словакия, Словения, Украина, Чехия, Швейцария, Швеция. Имеется сообщение о нахождении белого трюфеля в Антарктиде. В Северной Америке известен из Орегона, Калифорнии и Западной Виргинии.
Достаточно редкий по всему ареалу вид: внесён в Красные книги Германии (под серьёзной угрозой исчезновения), Дании, Литвы (исчезающий), Болгарии, Польши (редкий), Швейцарии (близкий к уязвимому). До 2005 года включался в Красную книгу Швеции как вид с неясным статусом, в издании 2010 года исключён из неё.

## Таксономия
В настоящее время типовой вид рода Choiromyces meandriformis на основании морфологических характеристик обычно признаётся идентичным ранее описанному Mylitta venosa. В этом случае верным названием является Choiromyces venosus. Однако молекулярно-генетические исследования типовых образцов этих таксонов, которые могли бы подтвердить или опровергнуть их синонимичность, не проводились.

### Синонимы
- Choiromyces gangliiformis Vittad., 1831
- Choiromyces gibbosus (Dicks. ex) J.Schröt., 1893
- Choiromyces meandriformis Vittad., 1831typus
- Lycoperdon gibbosum sensu Dicks., 1790
- Mylitta venosa Fr., 1830basionym
- Rhizopogon albus (With. ex) Wallr., 1833
- Rhizopogon meandriformis (Vittad.) Corda, 1854
- Tuber album With., 1796, nom. illeg.